# 마비노기의 세계
마비노기의 세계 전체를 에린(Erinn)이라고 부르며 에린의 지리는 크게 두 대륙으로 나눌 수 있다.

## 울라 대륙
C1,C3,C4/G14S4 게임 플레이와 메인스트림의 배경이 되는 대륙이다. 2011년 5월 현재를 기준으로 일곱 개의 도시와 여러 필드들이 공개되었다.
켈트신화를 바탕으로 제작된 게임인만큼 아일랜드에 실존하는 지명을 사용했다.
- 티르코네일 (Tir Chonail)- 플레이어들의 마음의 고향

정감어린 작은 마을 도네갈의 옛 지명이다.
과거 울레이드 왕국을 건국했던 파르홀론 족의 후예들이 거주하며 울라 대륙 북동부에 자리잡은 고지대의 소수민족 거주지. 두갈드 아일을 통해 던바튼으로 출입 가능하며 외부의 왕래는 적은 편이다.
던전 : 알비 던전 / 키아 던전
- 던바튼 (Dunbarton)- 울라 대륙의 교통과 상업의 요지

도시 전체가 성벽으로 둘러싸여 있으며 성벽 외곽에는 농경지가 분포한다. 관청에서는 모험가들을 관리하며 식당, 서점, 성당, 학교, 무기점 등 다양한 시설이 있다.
던전 : 라비 던전 / 마스 던전
- 반호르 (Bangor)- 에일리흐 왕국의 작은 광산도시

한때는 지하자원의 중심지로 번영하였으나, 마족의 출현과 화재 등으로 폐광 위기까지 갔다가 최근 다시 재건의 움직임이 보이고 있는 지역이다. 하지만 젊은이들의 대부분이 도시로 빠져나가 있다.
던전 : 바리 던전
- 이멘 마하 (Emain Macha)- 센 호수를 배경으로 자리잡은 호반의 도시

영주에 의한 통치. 마족의 침입으로 한때 큰 곤란을 겪었으나 재건 이후 아름다운 문화의 도시로 재탄생하였다. 전설의 영웅들을 기리는 기사단이 위치한 곳이기도 하다.
던전 : 코일 던전 / 룬다 던전
- 시드 스넷타 (Sidhe Snechta)- 울라 대륙에서 유일하게 눈이 내리고 있는 장소

드루이드들의 슬픈 이야기를 간직하고 있는 눈사람의 무덤으로 유명한 곳. 남쪽과 북쪽으로 나뉘어 있으며, 북쪽으로 가는 길에는 결계가 있어 자격 조건이 맞아야만 입장이 가능하다.
- 두갈드 아일 (Dugald Aisle)- 티르 코네일에서 내륙으로 내려가는 완만한 산길

이 산길을 따라 내려가면 던바튼으로 갈 수 있으며, 던바튼의 나무꾼들이 나무하러 올라오는 곳이다. 한때는 마을이 조성되고 있던 장소였지만 지금은 여우나 너구리 등의 들짐승들을 자주 볼 수 있다.
- 두갈드 거주지 (Dugald Town)- 두갈드 아일에서 올 수 있는 거주지역

그루터기 광장을 중심으로 많은 집들이 있는 거주지역. 두갈드 성이 거주지를 관리하고 있다.
던전 : 성 지하 던전
- 오스나 사일 (Osna Sail)- 던바튼과 이멘 마하를 잇는 산길

센 마이 평원을 통하지 않고 내륙으로 갈 수 있는 지름길이지만, 좁고 험한 산길로 맹수들의 습격이 이어지는 곳이다.
- 케오 섬 (Ceo Island)- 특별한 방법(문게이트)으로만 갈 수 있는 섬

센 마이의 전쟁 당시 마족에 대항하기 위해 사용한 골렘들을 폐기한 곳. 현재는 어떤 이유에서인지 대규모의 골렘 활동이 보고되고 있다.
- 가이레흐 (Gairech)- 센 마이에서 벌어진 전쟁 당시 군대의 주둔지

볕이 강한 데다 건조한 날씨가 계속되는 지역으로 토양이 척박해 농경에는 어려움이 있다. 고대의 유적들이 종종 발견되며 마족들이 다수 출현하는 곳이기도 하다.
던전 : 피오드 던전
- 센마이 평원 (Sen Mag Plain)- 파르홀론 족과 마족 사이의 전쟁이 있었던 평원

황폐화되어 아무도 살 수 없을 정도였지만 점차 생명력을 되찾고 있는 평원. 이름모를 무덤과 치열했던 전쟁의 흔적을 볼 수 있다.
던전 : 페카 던전
- 센마이 거주지 (Sen Mag Town)- 센 마이 평원과 모르바 아일에서 오는 거주지

그루터기 광장을 중심으로 많은 집들이 있는 거주지역. 센 마이 성이 거주지를 관리하고 있다.
던전 : 성 지하 던전
- 모르바 아일 (Morva Aisle)- 케안 항구를 가기 위해 거치는 지역

중요 지역들을 연결하는 교통의 요지로, 주변의 지형과 나무가 열대로 바뀌는 변화를 볼 수 있다.
- 케안 항구 (Port of Ceann)- 울라 대륙과 이리아 대륙을 갈 수 있는 항구

울라 대륙의 항구로 한때 이리아로 이동할 수 있는 승선권을 구입하여 이동할 수 있었으나 현재는 승선권 없이 발레스, 필리아 지역으로  이동 할 수 있다.
- 슬리아브 퀼린 (Sliab Cuilin)- 두갈드 아일과 탈틴을 연결하는 언덕

두갈드 아일에 있는 울레이드 숲을 통해 들어서는 곳. 높은 산과 언덕들이 감싸고 있는 곳으로 탈틴으로 이동할 수 있다. 남쪽의 암석지대에서 퀼린스톤을 채광할 수 있다.
- 아브 네아 (Abb Neagh)- 던바튼과 탈틴을 연결하는 지역

던바튼의 라비 던전 옆 길로 들어서면 아름다운 호수와 들꽃들이 펼쳐져 있다.한가롭게 낚시를 즐길 수 있으며, 탈틴으로 이동이 가능하다.
가끔씩 거대한 필드보스 네이드가 등장한다. 음유시인 캠프가 존재한다.
- 탈틴 (Tailltean)- 과거 격전지의 요새이자 연금술의 도시

과거 포워르와의 격전지이자 타라로 진입하기 위한 관문 도시. 현재는 연금술의 도시로 알려져 있다. 현재의 G9의 시작점이기도 하다.
- 아브 네아 거주지 (Abb Neagh Town)- 아브 네아와 이멘 마하에서 오는 거주지

그루터기 광장을 중심으로 많은 집들이 있는 거주지역. 아브 네아 성이 거주지를 관리하고 있다.
던전 : 성 지하 던전
- 코리브 계곡 (Coribb Valley) - 탈틴과 타라를 연결하는 계곡

탈틴과 에일리흐 왕국의 수도 타라를 연결하는 지역. 폭포에서 떨어진 물을 따라 내려가면 타라에 도착할 수 있다.
이곳에 있는 아카시아 나무에서 꿀을 얻을 수 있다.
- 타라 (Tara)- 에일리흐 왕국의 수도

신들의 도시라 불리는 곳으로서, 팔라라의 빛이 머무는 에일리흐 왕국의 수도이다. 라흐 왕성과 어스킨 뱅크의 본점이 있고, 큰 서점, 마창 대회장, 왕궁, 법황청등이 있다.
- 블라고 평원 (Blago Plain)- 타라의 남동쪽과 이멘 마하를 이어주는 구릉지

초록빛 구릉지와 아늑한 전원 풍경이 펼쳐지는 블라고 평원은 에린 최대의 포도 산지로도 유명하다. 이곳에서 채집한 포도를 활용해 직접 와인을 담글 수 있다.
- 카브항구 (Port of cave)-던바트의 동쪽에 있는 교역 중심의 항구 도시

울라대륙의 교역중심항구로 등대지기인 아스콘을 볼 수있으며 G14 S4 이야기인 아스콘이야기가 나온다. 벨바스트 및 이리아를 이동할 수 있다.

## 이리아 대륙
이리아 대륙은 C2부터 공개된 지역으로, C5이전에는 탐험이 중심이 되며, 엘프와 자이언트의 마을이 있는 곳이다. The drama 1(C5)부터 리뉴얼 되어 나왔다. G17과 G18에 메인스트림 퀘스트의 중요한 배경이다. 이리아 대륙은 크게 다섯 지역으로 나눌 수 있다.

### 라노 지역
G4부터 공개된 지역이다. 이리아의 남서부 지역에 위치한 지역으로 북으로는 누베스 산맥, 동으로는 루트라 강, 남서쪽으로는 모예 바다가 자리하고 있다. 광활한 대지가 끝없이 펼쳐져 있으며 다양한 지형과 특이한 야생동물들을 만나볼 수 있는 곳이다. 울라 대륙의 인간종족에게는 이곳 라노가 매우 친숙한 지역이며, 켈라 베이스 캠프를 중심으로 탐험가의 활동이 두드러지는 곳이기도 하다.
- 켈라 항구 - 카브항구와 직항으로 연결되어 있는 이리아의 대표적인 항구이다. 항로 거리상으로 울라 대륙과 가장 가까운 지점인 이곳은 일찍부터 이리아 탐험을 위한 주요 거점으로 발전해왔다. 특히 울라 대륙에서 이리아로 통하는 물류가 집중되는 곳이기도 하며 근방에는 켈라 베이스캠프가 자리하고 있다.

- 누베스 산맥 - 라노의 북쪽 지역을 병풍처럼 둘러싸고 있는 높고 험준한 산맥이다. 피시스 지역의 추운 바람을 막아주고는 있지만 비 그늘 효과를 발생시켜 간접적으로는 무유 사막의 사막화에 영향을 주고 있다. 피시스로 이동할 수 있는 지하터널이 있다.

- 메이즈 평원 - 누베스 산맥 남단에 자리하고 있는 평원 지역이다. 전체적으로 키 작은 풀이 넓은 지역에 걸쳐 덮여있으며 곳곳에 활엽수종이 흩어져 있다. 누와 땅돼지를 비롯한 초식동물과 반달곰, 몽구스 등의 잡식성 동물이 서식하고 있는 곳이기도 하다. 유적 다리를 발굴해 쿠르클레로 갈 수 있다. [주요 지형] 메이즈 평원 유적

- 카이피 협곡 - 메이즈 평원과 무유 사막의 경계점에 위치하고 있는 협곡이다. 켈라 베이스 캠프를 중심으로 하는 메이즈 평원으로부터 무유 사막과 카루 숲에 진입하기 위한 관문 같은 역할을 하고 있다.

- 무유 사막 - 라노 지역 중앙부를 차지하고 있는 사막 지대이다. 생명체가 도저히 살 수 없어 보일 만큼 황폐한 지역이지만 놀랍게도 선인장 도마뱀, 사막 거미 등과 같은 야생동물의 서식지이기도 하다.

- 카루 숲 - 라노 지역 남동쪽에 자리하고 있는 수림 지역이다. 무엇보다 이리아의 대표적인 수목이라할 수 있는 티카 나무가 울창한 곳이다. 특히 카루숲 남쪽 지역은 원양어선을 이용할 수 있는 선착장으로 연결되며 온난 해류의 영향을 받는 이곳은  다른 곳에서는 접할 수 없는 어종의 낚시가 가능한 곳이다. [주요 지형] 카루 숲 유적

- 루트라 강 - 콘누스와 라노 지역의 경계가 되는 강이다. 심한 급류와 곳곳에 숨어있는 거친 암초는 오랜 세월 동안 콘누스 지역으로의 진입을 가로막는 장애가 되어왔다. 정령의 특별한 힘의 영향을 받고 있는 지역으로 알려져 있으며 많은 전설과 민담의 소재가 되어온 곳이기도 하다. 유적 다리를 발굴해 콘누스로 갈 수 있다.

### 콘누스 지역
G5부터 공개된 엘프의 지역으로, 이리아의 남동쪽에 위치한 콘누스는 인간 종족의 신규 어장 탐사 중에 우연히 발견되었다. 하지만 안전상의 이유로 콘누스를 통하는 길은 해로보다 루트라 강의 다리를 건너는 쪽이 더 선호되고 있다. 콘누스는 전체 지역의 3분의 2가 황폐한 사막 지대로 처음 콘누스의 해안을 밟은 탐사대는 이곳을 그저 아무도 살지 않는 버려진 땅쯤으로 생각했을 정도였다. 그러나 뜻밖에더 필리아를 중심으로 엘프 종족이 존재하고 있다는 현실을 목격하게 되면서 인간은 자신과 다른 종족과 마주해야하는 새로운 상황을 인정하게 된다.
- 필리아 - 엘프 마을 필리아는 콘누스 북동쪽에 위치한 촌락이다. 메모리얼 타워가 솟아있는 오아시스를 중심으로 의류점, 무기점, 잡화점, 힐러집, 촌장집, 은행 등이 모여있으며 마을 외곽에는 결혼식장과 아레나가 각각 자리하고 있다. [주요 지형] 실리엔 생태보호지구

- 론가 사막 - 콘누스 전체 지역의 대부분을 차지하고 있는 곳으로 끊임없이 불어오는 모래바람과 지형 변화가 심한 곳이다. 여러 야생동물과 몬스터들의 위협이 끊이지 않는 곳이기 때문에 이곳을 처음 여행하는 이들은 길을 잃거나 위험에 빠지는 경우가 많다. C5업데이트로 중앙에 오아시스가 생겼다. [주요 지형] 론가 사막 유적, 개미 지옥

- 나레스 고원 - 콘누스 서쪽에 위치하고 있는 나레스 고원은 완만한 사막 지형이 대부분인 콘누스에서 매우 독특한 지형이라 할 수 있다. 독침바위 전갈을 비롯해 콘누스 왕도마뱀 등 사나운 맹수들의 서식지이다.

- 메투스 협곡 - 비교적 최근 구체적인 모습을 드러낸, 루페스 사막 서쪽에 위치한 메투스 협곡이다. 불가사의한 힘에 의해 봉인되어 있었기 때문에 가려져 있을 수밖에 없었던 이곳은 그 봉인이 무너진 이후에도 끊임없이 누군가의 영향을 받고 있다.

- 루페스 사막 - 콘누스 북서쪽에 위치한 바위 사막 지대이다. 지표면 전체가 암석으로 덮여있으며 흉포한 야생동물들이 집중해서 서식하고 있는 곳이다.

- 에란스 협곡 - 콘누스 최북단에 위치한 협곡이다. 이곳에는 필리아에 있는 것과 마찬가지로 오아시스를 발견할 수 있지만 이 오아시스는 알 수 없는 이유로 식수 및 생활용수로 이용이 불가능하다.

- 실리엔 생태보호지구 - C5업데이트 이후 생긴 곳으로, 필리아 동쪽에서 들어갈 수 있다. 땅 전체가 보라색으로 되어있으며, 식물에서 실리엔 결정과 각종 허브의 채취가 가능하다. 실리엔으로 인해 각종 동식물이 돌연변이화되어 엘프들의 연구가 지속되고 있다.

### 피시스 지역
G6부터 공개된 자이언트의 지역으로, 이리아 대륙의 먼 북쪽 지방에 위치한 피시스 지역은 1년 내내 눈으로 뒤덮인 설원지역이다. 오랜 세월동안 다른 지역과 단절된 채 살아온 자이언트 종족, 추운 지방의 대표적인 대형 짐승인 순록, 버팔로 등을 만나볼 수 있는 지역이다.
- 발레스 - 피시스 지역 북쪽에 위치, 자이언트들의 주요 거점이다. 수장과 힐러가 함께 있는 수장집, 예식장, 무기점, 은행, 잡화점 그리고 주점이 있는 마을이다. [주요 지형] 파르 유적, 힐웬 광산

- 바르바 분지 - 피시스 북동쪽에 위치해있는 바르바 분지이다. 발레스 마을에서 레우스 강을 지나 만날 수 있는 곳. 사나운 겨울 몬스터들이 자주 출현하는 곳이다.

- 레우스 강 - 일 년내내 얼음으로 뒤덮인 피시스 북동쪽에 위치한 강이다. 얼음 아래로 물이 흐르기 때문에 얼음에 구멍을 뚫는다면 ‘얼음낚시’도 가능하다.

- 루나이 계곡 - 피시스 지역 남쪽 끝자락, 레우스 강 하류에 위치한 계곡이다. 험난한 지형으로 이곳을 탐험하는 모험가들에게 시련을 주고 있다.

- 실바 숲 - 레우스 강을 가운데 두고 루나이 계곡과 마주선 곳에 위치한 숲이다. 레우스 강의 얼음이 이곳을 지나면서 빠르게 녹는 듯하다.

- 셀라 해변 - 피시스 지역 극서쪽에 위치한 사방이 온통 눈과 얼음 뿐인 황량한 지역이다. 순록, 곰, 웜 등 강력한 몬스터들이 나타나는 곳. 해변의 아름다운 운치를 구경할 수 있다.

- 힐웬 광산 - C5업데이트로 생겼으며, 드릴을 이용해 힐웬과 희귀광물을 채광할 수 있으며, 선반을 통해 공학을 올릴 수 있다.

### 쿠르클레 지역
G7부터 공개된 지역으로, 문명의 손길이 미치지 못해 원시 시대의 모습 그대로를 담고 있는 지역이다. 고대 이리니드와 깊이 연관되어 있는 코르 마을이 있다. 전 지역에 걸쳐 고대 유물을 발견할 수 있다.
- 코르 - 문명의 손길을 받지 못한 자연 그대로의 모습, 코르 마을이다. 티없이 맑고 순수한 영혼을 지닌 원주민들이 사는 곳으로 추장이며 힐러인 코우사이의 집을 중심으로 식료품점, 무기점, 의류점 등이 있으며 원주민 마을에서만 볼 수 있는 유물감정사의 집(뱅크)이 자리 잡고 있다. G7~G8,G17에 시작점이기도 하다.

- 케나이 사바나 - 끝이 보이지 않는 광활한 대지와 가을 하늘처럼 높고 푸른 하늘의 사바나이다. 얼룩말과 코끼리가 뛰놀고 하이에나와 코뿔소가 먹이를 찾아 헤매며 얕은 물가에서 물장구치는 하마들이 이곳을 지나는 탐험가들을 등에 태우고 강을 건너기도 한다.

- 판타이 늪 - 거친 풀과 웅덩이로 이루어져 있는 늪지대이다. 거대 잠자리와 늪 코브라가 늪 지대의 웅덩이 주변을 맴돌며 이 지역을 지나는 탐험가들을 괴롭히고 있다.

- 수이투 강 - 레우스 강의 하류로 쿠르클레의 중심부를 흐르는 강이다. 뗏목을 타고 강을 유람할 수 있으며 때론 강변의 몬스터들과 전투를 벌여야만 한다.

- 에르케 폭포 - 수이투 강을 따라 펼쳐진 폭포이다. 아래쪽 지역은 G8과 관련된 제단이 있으며, 필드 보스 악어가 출몰한다.

- 랍파 - 원주민이 살았던 마을, 지금은 몬스터들이 장악한 마을이다. 한때는 원주민들이 거주했던 활기찬 마을이었지만, 현재는 강력한 몬스터들이 점령하여 서식하고 있는 마을이다. 마을이 몬스터들로 인해 매우 황폐화되었지만, 고대 유물이 자주 발굴되는 곳이다.

- 라테르 산악지역 - 피시스의 강을 건너 제일 처음 도착하는 고지대이다. 거친 나무와 짧은 풀들만이 겨우 생명을 이어갈 수 있는 고도가 매우 높은 지대이다.

- 헤르파 밀림 - 울창한 나무들로 이루어진 밀림 지대이다. 납작한 큰 잎 식물, 덩굴이 달린 거대 나무, 야자수 형태의 나무가 곳곳에 흩어져 있으며 공격 본능을 갖고 있는 식충 식물과 야생 동물이 자주 출현하기도 한다. 하지만, 값비싼 고대 유물을 발굴할 수 있는 곳이기에 탐험가들의 도전이 끊임없이 이루어지고 있다.

### 자르딘 지역
G8부터 공개된 지역으로, 설원의 눈보라가 몰아치는 피시스의 북쪽, 이리아 대륙의 최북단에 위치한 화산 지대 자르딘이다. 자르딘은 론가와 콘누스, 피시스와 쿠르클레에 이어 발견된 새로운 이리아 지역으로 화산 활동을 멈추고 아름다운 자연 경관을 연출하고 있는 휴화산과 아직까지도 용암이 흘러내리는 활화산, 북쪽에 홀로 떨어져있는 용굴이 있는 섬, 레네스 지역으로 구성되어 있다.
- 칼리다 호수 - 화산 활동이 멈춘 휴화산 지역이다. 화산 활동이 멈춘 후 잔디와 나무가 무럭무럭 자라 푸르른 초원을 이루고 있는 칼리다 호수 지역에는 산 정상의 호수를 지키고 있는 NPC 레가투스가 있다. 또한 산 아래 탐험 캠프에는 벨리타(힐러), 아르넨(은행), 켈피(잡화점) 세 명의 NPC가 열기구 제작 키트를 비롯해 각종 아이템을 판매하고 있다.
- 간헐천과 유황지대 - 화산 지역의 특징이 나타나는 지역이다. 사방에서 뜨거운 증기를 내뿜는 간헐천과 지독한 냄새를 풍기는 유황 지대가 있다. 또한 다이어트 온천이나, 치료 온천과 같이, 들어가 있으면 특정한 효과가 나타나는 온천들이 모여있는 온천지대가 있다.
- 라스파 - 아직도 왕성한 활동을 하고 있는 활화산 지역이다. 불타는 암석, 발화석과 끊임없이 흘러내리는 용암이 연출하는 장관을 볼 수 있는 지역으로 공중에서는 와이번이 날아다니며 레드 드래곤이 근처에서 출현하곤 한다.
- 페라 - 라스파와 같은 활화산 지역이다. 라스파와 페라 사이를 흐르는 용암과 주변의 용암 온천이 특징인 페라 지역에는 발록, 화산 뿔 멧돼지, 화산 도마뱀, 갈색 익시온 등 강한 몬스터들이 즐비하다.
- 레네스 - 암석으로 이루어진 거대 용굴이 있는 섬 지역이다. 특별한 자격을 갖춘 자만이 출입할 수 있는 곳으로 드래곤의 알이 부화되는 장소로 알려져 있다.

## 벨바스트 월드
울라대륙과 이리아 대륙 사이에 있는 섬. G15에 생겼으며, G14 S4에서 생긴 카브 항구를 통해 올 수 있다.

### 벨바스트
마비노기 G15(최초의거래 또는 베니스의 상인)의 메인 스트림이 시작되는 곳으로 벨바스트 월드 중 가장 먼저 나왔다. 벨바스트는 본래 해적들의 소굴이었는데, 에일레흐 왕국의 오언 제독이 해적들을 소탕하여 그 영토를 에일레흐 왕국에 귀속 시킨 후, 자치령으로 삼았다. 왕국의 간섭을 받지 않는 자치령인 만큼 제독 관사와 재판소가 있고, 주민들과 여행자들의 편의를 위하여 주점, 교역소 등이 있다. 벨바스트의 주민들을 도운 자는 '벨바스트의 인장'을 획득할 수 있다.
- G15부터 나왔으며, 교역이 중심이 되는 도시이다

### 스카하 해변
마비노기 무도 관련 업데이트으로 나왔으며, 스카하 해변은 마녀의 동굴과 스카하 해변 그리고 스카하 해변 캠프가 있다.
- 스카하 정찰 캠프

스카하 해변의 유일한 마을이며, 벨바스트 묘지 쪽에서 입장이 가능하다
- 스카하 해변

몬스터들이 강하며, 마녀의 동굴로 가는 통로이다.
- 마녀의 동굴

마녀 스카하가 있는 동굴로, 스카하는 밤에는 인간이며 낮에는 마녀의 모습으로 있다.

## 에린 외의 세계
- 소울 스트림 - 밀레시안이 에린에 오기 전에 거쳐 오는 곳이다. 이 곳에서 나오를 만나며, 밀레시안의 영혼이 소울 스트림에 묶여 불사의 존재가 되는 것으로 되어있다.
- 저 세상 - 에린의 어딘가와 꼭 닮은 일종의 평행 세계. G1 도중에 티르 코네일과 닮은 저 세상을, G3 도중에 반호르와 닮은 저 세상을 가게 된다.

던전 : 알베이 던전, 바올 던전
- 그림자 세계 - 탈틴과 타라의 이면에 존재하는 또 다른 평행 세계. 이 그림자 세계를 통해 마족들이 에린으로의 진격을 시도한다고 되어 있다.
- 팔리아스 - 에린의 옛날 신들이 살던 곳. '팔리아스의 조각'을 얻고 브류나크 활성화(브류나크 착용and빛의각성or스파크 기술 사용)를 한뒤에 오른쪽 아래의 팔리아스 이동 버튼을 클릭하면 팔리아스로 이동이 가능하다. 이곳의 몬스터는 '안바르'뿐. 안바르를 모두 쓰러뜨리면 숨겨진 보물을 찾기가 가능하다.
- 아본 - C4 G13 S1 <햄릿> 때부터 공개된 새로운 필드. 글로브 극장이 있으며, 비극과 희극으로 나뉘어 있다. 신들의 유배지로, '아본의 깃털'을 이용하여 현실 시간으로 5분에 한번씩 출입이 가능하다. 종이 양으로부터 대본을 얻어 연극 미션을 체험할 수 있다.

- 두근두근 아일랜드-G18 사전 업데이트로 나온 섬으로 일본의 네코지마와 유사하고 제로 영웅 들이 있다.